# 勐满镇 (勐腊县)
勐滿鎮是中華人民共和國雲南省西雙版納傣族自治州勐臘縣下屬的一個鎮，位於該縣西南部。東與尚勇鄉相鄰，西、南兩面與寮國交界，西北與勐潤鄉毗鄰，北與勐捧鎮接壤。鎮政府駐治於景竜村。

## 行政区划
勐满镇下辖以下地区：
勐满村、曼赛囡村、大广村。